# Вулфенова љубичица
Вулфенова љубичица (лат. Viola calcarata) биљка је распрострањена од Караванки до Проклетија, са двије изражене дисјункције − југоисточноалпском и југоисточнодинарском.

## Опис
Надземни дио ризома је врло танак. Стабљика је танка и кратка, ријетко кад дужа од једног центиметра. Листови у розети су мали, округласти, срцасти или лопатасти, са танким дршкама дужине 0,5-1,5 центиметара. Лиска је назубљена по ободу и гола, а залисци са мањим или већим бројем зубаца. Цвјетови су појединачни и упадљиво лијепи, дужине 2-3 центиметра. Круница је претежно жуте, рјеђе лила или љубичасте боје; нектарска црта је слабо изражена или не постоји, а оструга права и много дужа од чашичних привјесака. Плодна чаура је округласта или јајолика, а сјеменке ситне, округласте и смеђе.

## Уопштено
Геолошку подлогу на њеним стаништима најчешће чине кречњаци, доломитизирани кречњаци и доломити, а земљишта су сироземи, црнице и рендице богате хумусом и азотом, неутралне или слабо киселе. Средње годишње температуре на њеним стаништима варирају између 0 и 4 °C, апсолутне минималне у алпском дијелу ареала спуштају се идпод -40 °C, а апсолутне максималне се у проклетијском дијелу ареала дижу и до 30 °C. Изразита је хелиофита, иако је најчешће налазимо на сјеверним експозицијама. Средња годишња релативна влажност ваздуха екосистема које насељава креће се око 70%.